# Militärflugplatz Iwanowo

i7
i11
i13
Der Militärflugplatz Iwanowo (ICAO-Code: XUDI) befindet sich 6 km nördlich der Stadt Iwanowo, Oblast Iwanowo (Russische Föderation). Die Start- und Landebahn ist 2300 m lang.

## Geschichte
Die Start- und Landebahn wurde 1935 gebaut und 1965 modernisiert.  Am 3. Juni 1974 wurde auf dem Flugplatz die erste Iljuschin Il-76 der Sowjetunion ausgeliefert. Der Stützpunkt beherbergt Einheiten des Kommandos Militärtransportluftfahrt. Beim 4. Zentrum für Luftfahrtpersonalausbildung und Truppenerprobung in Iwanowo sind die russischen Frühwarnflugzeuge des Typs Berijew A-50 stationiert. Der Flugplatz war während der Operation Spinnennetz am 1. Juni 2025 von Angriffen ukrainischer Drohnen betroffen.